# Sylvia Wintergrün
Sylvia Wintergrün (* 1957 in Duisburg) ist eine deutsche Schauspielerin und Sängerin.

## Leben
Schon als Kind stand Wintergrün auf der Bühne mit dem Kinderballett des Badischen Staatstheaters Karlsruhe. Nach einer klassischen Tanzausbildung in Köln wurde sie, auch als Solotänzerin, an verschiedenen Theatern (Hagen, Münster, Kaiserslautern) engagiert. In Hamburg und Berlin ließ sie sich in Gesang und Schauspiel ausbilden. Ihre ersten Musical-Erfahrungen sammelte sie in Kaiserslautern mit bekannten Regisseuren wie Larry Fuller oder Irene Mann. Unter der Intendanz von Helmut Baumann gehörte sie zu den Solisten am Theater des Westens in Berlin. Sie spielte die Hauptrollen in zahlreichen Produktionen u. a. in „Nine“, „Sweet Charity“ und „My Fair Lady“. Mit der „Kurt-Weill-Revue“ und der „UFA-Revue“ hatte die Künstlerin erfolgreiche Gastspiele in Washington und Paris. Am Friedrichstadt-Palast Berlin übernahm sie die Moderation der Jubiläumsrevue „Palastrevue“ und einen Hauptpart in der Revue „Winterträume“. Weitere Engagements in Berlin waren am Schlosspark Theater und im Wintergarten-Variete. Für die Woelffer-Bühnen (Theater am Kurfürstendamm, Komödie Winterhuder Fährhaus) spielte sie in Hamburg, Berlin und auf Tourneen u. a. in „Alles Astro“, „Das Apartment“ und „Kalendergirls“. Am Grenzlandtheater Aachen war sie in „Acht Frauen“, „Popcorn“ und „Willkommen im Paradies“ zu sehen, spielte am Nationaltheater Mannheim in „My Fair Lady“ und bei den Bad Hersfelder Festspiele in „Anatevka“.
Neben ihrer Theaterarbeit stand Sylvia Wintergrün auch für zahlreiche Fernsehproduktionen wie Tatort oder Großstadtträume vor der Kamera.

## Privates
Sylvia Wintergrün ist verheiratet und lebt in Berlin.

## Filmografie
- 1991: Tatort: Tödliche Vergangenheit
- 1993: Mein Name ist Marlene Dietrich
- 2000: Großstadtträume (Fernsehserie, Folge 1x01)
- 2009: Fünf Tage Vollmond